# De hoed van Vidolmes
De hoed van Vidolmes is een  stripverhaal uit de reeks van Jerom.

## Locaties
Dit verhaal speelt zich af op de volgende locaties:
- kasteel van Morotari, vijver, kasteel van de graaf, bergplaats, huis van de boswachter

## Personages
In dit verhaal spelen de volgende personages mee:
- Jerom, Odilon, Vidolmes, Kolo (koala), Ingelein, witte dame, graaf Blablood, Hans (boswachter) en zijn dochter Maria

## Het verhaal
Jerom, Kolo en Odilon rijden naar huis en zien een lifter, het is Vidolmes, en rijden door. Vidolmes gebruikt een buikmagneet en heeft rolschaatsen aan en wordt op deze manier door de auto voortgetrokken. Vidolmes verliest zijn hoed, het is het enige erfstuk van zijn vader. Kolo probeert de hoed te pakken en komt bij een vijver terecht, maar de hoed gedraagt zich vreemd en Kolo vlucht weg. Odilon gaat kijken en ziet de hoed in het water liggen. Vidolmes wil de volgende dag gaan vissen en zal zijn hoed dan wel meenemen. De volgende ochtend bespreken de vrienden de gebeurtenis en Jerom, Kolo en Odilon willen bij Vidolmes gaan kijken als hij vist. Vidolmes heeft zich verstopt in een boom en vertelt dat er een witte dame over het water wandelde en hij gaat snel naar huis. Jerom en Odilon zien ook een blonde dame over het water glijden, maar ze is al verdwenen als ze dichtbij komen. Graaf Blablood komt met zijn paard aangereden en hij nodigt de vrienden uit op zijn kasteel. Kolo wordt dronken en Jerom zet hem buiten neer.
De graaf heeft een schilderij met daarop de witte dame en hij vertelt dat een verwante stierf van liefdesverdriet, omdat zijn verloofde in de vijver verdronk. Als Jerom thuis komt, blijkt hij Kolo vergeten te zijn en Ingelein rijdt naar de vijver om het diertje te halen. Kolo ontmoet twee konijnen en valt in het water, maar de witte dame pakt hem en zet hem op de kant. Ingelein heeft gezien dat de witte dame Kolo heeft gered en wil haar achterna, maar dan wordt er "Halt" geroepen. Als Ingelein thuiskomt, vertelt ze niks over de witte dame. Vidolmes komt langs en hij heeft een opblaasbare rubberboot mee. Hij wil zijn hoed opvissen in de vijver en Odilon en Jerom gaan met hem mee. Ze blazen de boot op en volgen de hoed, die door het water glijdt. Als ze vlakbij zijn, wordt de boot lekgeschoten. Hans, de boswachter, had de vrienden aangezien voor stropers en biedt zijn verontschuldigingen aan. Hij zegt dat de vrienden niet meer naar deze plek moeten komen, hij zal zorgen dat de bolhoed weer bij zijn eigenaar komt. 
Jerom vertrouwt de situatie niet en volgt Hans naar een bergplaats. Als hij de bergplaats wil openen, wordt hij afgeleid door de witte dame. Jerom gaat nogmaals naar de bergplaats en ziet dat de deur geopend is, hij volgt een spoor van karwielen en komt bij het huis van de boswachter terecht. Jerom vertelt alles aan de graaf en samen gaan ze naar Hans en zijn dochter. Jerom denkt dat de dochter de witte dame is, maar de boswachter zegt dat zij zwart haar heeft. Dan horen ze Vidolmes en Odilon roepen en zien de witte dame weer over het water van de vijver zweven. De vrienden gaan naar huis en daar blijkt dat Ingelein weg is. Kolo gedraagt zich vreemd en de bolhoed van Vidolmes drijft nog altijd op het water. 's Nachts wordt Vidolmes wakker en ziet de witte dame bij zijn huis en zij brengt een bolhoed. Vidolmes belt Jerom en vertelt het verhaal en zegt ook dat het niet zijn bolhoed is. Dan ziet Jerom de witte dame bij het kasteel en het blijkt Ingelein te zijn. Ze vertelt dat Maria de witte dame was en Kolo heeft gered, ze heeft samen met haar vader een geheim. 
Dan komt Odilon naar beneden en vertelt dat Vidolmes naar de vijver is gegaan om zijn eigen bolhoed te halen. Vidolmes raakt te water en de witte dame springt hem achterna. Jerom springt ook in het water en ziet een nijlpaard. De boswachter vertelt een oud koloniaal te zijn, hij heeft het nijlpaard grootgebracht. Hij kwam in dienst van de graaf, maar die hield niet van dieren. Hij wilde het nijlpaard niet weg doen en verstopte het in de vijver. Maria kende de legende en speelde voor witte dame, ze stond op de rug van het nijlpaard en zo leek het alsof ze over het water zweefde. De graaf heeft alles gehoord en vindt het goed dat het nijlpaard in de vijver blijft wonen. Het nijlpaard is speels en houdt de hoed van Vidolmes.